# Silvia Blair Trujillo
Silvia Blair Trujillo és una científica colombiana, reconeguda per la seva investigació relacionada amb la recerca] de antimalàrics a partir de plantes tradicionals del seu país. Per la seva extensa feina investigativa, Blair ha rebut una gran quantitat de premis i reconeixements, entre els quals destaquen la Medalla al mèrit en Salut Pública Héctor Abad Gómez el 1992, una Menció d'Honor a l'àrea de Ciències Bàsiques Experimentals el 2000, una Medalla Francisco José de Caldas a l'Excel·lència Universitària el 2008 i el nomenament com Professora Emèrita de la Universitat d'Antioquia el 2017.

## Carrera

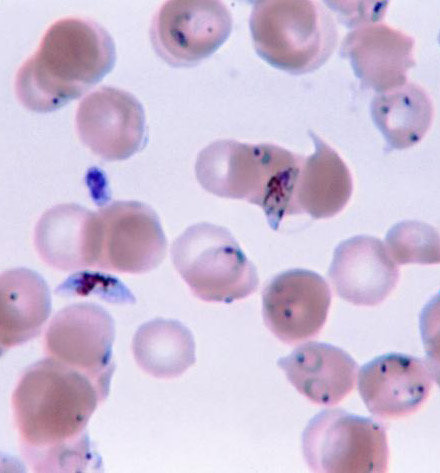
La investigació de Blair s'ha enfocat principalment en l'estudi de la malària en el seu país.

Blair va estudiar medicina en la Universitat d'Antioquia, graduant-se el 1974. L'any 2002 va ingressar en la Universitat Nacional de Colòmbia Seu Medellín, on va cursar un màster en Història i Filosofia de les Ciències.
La seva labor professional ha estat lligada directament a la Universitat d'Antioquia, on s'ha exercit com a docent i investigadora des de la dècada de 1970. Les seves línies d'investigació s'han enfocat principalment en l'estudi de la malària i el seu tractament amb plantes tradicionals del seu país. Al 1990 va fundar el Grup de Malària de la universitat, aconseguint importants avenços en l'estudi d'aquesta patologia en el seu país. Aquest grup va ser el primer d'informar casos de Plasmodi oval i de Babesiosi humana a Colòmbia, el primer, una variant poc comuna del paràsit transmissor de la malària, i el segon, una estranya patologia transmesa per la  garranya.
Al costat del seu grup de recerca, Blair es va traslladar a regions de Colòmbia com la Costa Pacífica, l'Urabá i el Baix Cauca per tal de recopilar dades sobre les plantes utilitzades pels pagesos per tractar la malària, detectant que especiïs com la Solanum nudum i la Austroeupatorium inulifolium són efectives per al tractament de la mencionada patologia.

## Premis i reconeixements destacats
- 1992 - Medalla al mèrit en Salut Pública Héctor Abad Gómez, Governació d'Antioquia.
- 1993 - Distinció a la feina del mestre, Universitat d'Antioquia.
- 1998 - Menció a la feina gremial, científica, docent i d'investigació, Associació Mèdica Sindical de Colòmbia.
- 2000 - Menció d'Honor en l'àrea de Ciències Bàsiques Experimentals, Acadèmia Nacional de Medicina.
- 2000 - Menció de Reconeixement a la Investigació, Escola de Bacteriologia i Laboratori Clínic.
- 2007 - Menció d'Honor en Ciències Exactes, Físiques i Naturals, Fundació Alejandro Ángel Escobar.
- 2008 - Medalla Francisco José de Caldas a l'Excel·lència Universitària, Universitat d'Antioquia.
- 2009 - Medalla al Mèrit Femení pels seus aportaments a la ciència, Ajuntament de Medellín.
- 2013 - Distinció una vida dedicada a la investigació, Ajuntament de Medellín.
- 2016 - Investigadora Emèrita de Colciències, Departament Administratiu de Ciència, Tecnologia i Innovació.
- 2017 - Professora Emèrita, Universitat d'Antioquia.

## Obres bibliogràfiques

### Llibres
- 1991 - Plantas Antimaláricas, una revisión bibliográfica. ISBN 958-655-056-7.
- 2005 - Plantas Antimaláricas de la Costa Pacífica Colombiana. ISBN 9586558037.

### Capítols de llibres
- 1997 - Búsqueda de antimaláricos a partir de plantas medicinales.
- 1999 - Resistencia a los antimaláricos.
- 2008 - Malaria Gestacional, Obstetricia y Ginecología. ISBN 9789583358 Error en ISBN: suma de verificació no vàlida.
- 2014 - Malaria, Enfermedades Infecciosas de Homo sapiens. ISBN 9789588843155.
- 2014 - Babesia ssp, Enfermedades Infecciosas de Homo sapiens. ISBN 9789588843155.